# Fondation SOS Talents
La Fondation SOS Talents, créée à Vaduz (Liechtenstein) en mars 2000, est une fondation pour l'enseignement du piano. Elle participe à la détection et la professionnalisation de jeunes enfants musiciens aspirant à une carrière de soliste.

## Fonctionnement de la fondation
Depuis les années 2000, la fondation a formé à l'étude du piano des enfants pianistes précoces. Pour les plus jeunes, ils étaient âgés de moins de 10 ans au commencement de leur formation. Ces élèves étaient originaires de milieux modestes, venant pour la majeure partie d'entre eux de pays d'Europe de l'Est (Géorgie, Biélorussie, Hongrie, Lituanie, Russie, Serbie, Allemagne).  
La fondation a permis à ses bénéficiaires d'assister à des cours sous la forme de classes de maître (master class). Cet enseignement a été dispensé dans plusieurs sites, notamment en Suisse. La fondation a apporté à plusieurs d'entre eux un soutien financier par des bourses d'études. Celles-ci ont été attribuées non seulement pour leur cursus à SOS Talents mais aussi pour la poursuite de leurs études dans leur pays d'origine. 
Les élèves pianistes ont suivi l'enseignement du pianiste et pédagogue Michel Sogny. Leur apprentissage est passé par l'application d'une méthode spécifique dite méthode Sogny, développée en particulier pour les musiciens présentant un talent précoce à un âge relativement peu avancé. Chaque bénéficiaire a pu poursuivre dans le même temps les études généralistes qu'il a engagées dans son pays d'origine. 
La fondation a organisé pour chaque promotion des récitals et concerts afin que ses lauréats se produisent en public. Ces concerts ont eu lieu en Suisse, France, Russie, Géorgie, Lituanie, Hongrie, Pays-Bas et ont été retransmis sur différents médias radio-télévisuels. Chaque année, la formation a été marquée par un concert de gala à l'Hôtel Marcel-Dassault à Paris,,. 
L'organisme est financé par des mécènes privés, parmi lesquels la famille Dassault.

## Principe de la formation
La formation dispensée vise à la professionnalisation des jeunes musiciens. Elle aborde deux grandes thématiques : le développement de la maîtrise technique et l'accomplissement de la maturité artistique. 
Le cursus s'appuie sur l'étude d'œuvres composées par Michel Sogny. Les enfants travaillent d'abord les pièces didactiques du cycle des Prolégomènes à une Eidétique Musicale. Ces œuvres focalisent sur la recherche de sensations musicales et le développement de l'imaginaire créatif. En deuxième lieu, les élèves travaillent le cycle des Etudes pour Piano. Cette deuxième phase se concentre sur l'assimilation de la technique pianistique. Pour Michel Sogny, il s'agit d'allier l'efficacité pédagogique à l'esthétique musicale, en évitant tout blocage psychologique lié aux difficultés techniques. La méthode vise à servir et maintenir le plus possible la motivation de l'élève,. 
Les élèves sont ainsi préparés à se présenter, à terme, aux différents concours internationaux de piano.

## Elèves notoires
Elisso Bolkvadze a été l'une des premières bénéficiaires de la fondation,.
Les pianistes Tamar Beraia, Khatia Buniatishvili, Natia Beraia, Anna Fedorova, Ana Kipiani, Yana Vassilieva ont été notamment élèves de la fondation,. En Septembre 2001, au Théâtre des Champs-Élysées, la fondation SOS Talents a présenté pour la première fois Yana Vassilieva, Khatia Buniatishvili,,Elisso Bolkvadze.
Soutenue par la fondation, Ana Kipiani a remporté à l'âge de 15 ans le Prix de l'Académie Verbier en Suisse, et a été nommée Ambassadrice de l'Académie du Festival de Verbier.
D'autres élèves ont été récompensés lors de concours internationaux. Des élèves d'origine russe se sont distingués, comme en particulier Alexandra Massaleva. La fondation compte plusieurs bénéficiaires géorgiens : Tedo Diakonidze, Barabara Tataradze et Ilia Lomtatidze. Ce dernier a été lauréat du Concours International des Jeunes Pianistes Astana Piano Passion au Kazakhstan. Les jeunes pianistes d'origine lituanienne Morta Grigaliunaite et Gryta Tatoryte ont toutes deux remporté le Premier Prix du Concorso Internationale di Esecuzione Pianistica d'Agropoli de Salerne en Italie. Parmi les autres élèves lituaniens se sont distingués Milda Daunoraite et Kasparas Mikuzis, ce dernier a obtenu le Grand Prix du Concours International Musique sans frontières à Druskininkai en Lituanie. Le Hongrois Adam Szokolay a été lauréat du Premier Prix du Concours International Chopin de Budapest.

## Historique

### Années 2000
En juin 2001, le premier concert de gala est organisé à l'Hôtel Marcel Dassault (Paris) par Nicole et Serge Dassault. Les premiers élèves de la fondation sont présentés : Yana Vassilieva et Khatia Buniatishvili. Le 28 septembre de la même année, a lieu avec elles, un concert au Théâtre des Champs-Elysées présenté par Stéphane Bernsous la présidence de Bernadette Chirac
En mars 2002, a lieu un concert de la Fondation SOS Talents au Montreux Palace en Suisse. Yana Vassilieva, Tamar Beraia et Elisso Bolkvadze, Khatia Buniatishvili, s'y produisent. 
En 2003, Alexandra Massaleva donne son premier concert à l'Hôtel Marcel Dassault à Paris. Un reportage d'Arte dans l'émission Métropolis lui est consacré.
Le 19 novembre 2004, la fondation SOS Talents organise un concert public avec ses lauréats à Paris à la Salle Gaveau, sous le Haut-Patronage du Ministère de la Culture.
En août 2006, des jeunes de la fondation participent au Festival Michel Sogny au château de Coppet en Suisse. En 2007 et 2008, les concerts annuels à l'Hôtel Marcel Dassault sont retransmis en direct sur Mezzo TV. 
De 2007 à 2009, les élèves se produisent au Musée Franz Liszt à Budapest. En mars 2009, à l'occasion de l'événement Vilnius, Capitale Européenne de la Culture, un concert est donné dans la capitale lituanienne, en direct sur Mezzo TV, en présence du Président de la République de Lituanie Valdas Adamkus.

### Années 2010
La fondation a consacré un prix du plus jeune pianiste au Concours musical international Reine Élisabeth de Belgique, attribué au pianiste coréen de 19 ans Park Jong-Hai parmi les finalistes de l'année 2010. Elle organise un concert pour le lauréat à l'Oratoire du Louvre à Paris.
En 2011 a lieu un concert au Musée de l'Armée à la Cathédrale Saint Louis des Invalides. 
En 2012, un concert se tient à Batoumi en Géorgie, en présence d'Hillary Clinton.
En octobre 2013, les jeunes de la fondation se produisent au Sommet des Prix Nobel de la Paix à Varsovie
En 2014, ils donnent un concert à Aix-en-Provence sous l'invitation d'Andréa Ferreol, en présence d'Omar Sharif.
En 2015, ils se produisent au Siège des Nations unies à Genève, ainsi qu'au Concertgebouw d'Amsterdam. 
L'année 2015 marque le quinzième anniversaire de la création de la fondation. Radio Classique consacre une journée à cet anniversaire le 7 décembre 2015. Mezzo TV retransmets le concert du 10 décembre 2015 à l'Hôtel Marcel Dassault,.
Au cours des années 2017 et 2018, les jeunes se produisent à Genève à l'ONU, ainsi qu'au Concertgebouw d'Amsterdam. En 2018, le concert de la fondation à l'Hôtel Marcel Dassault est diffusé sur Radio Classique le 27 décembre.
Le 5 décembre 2019 la Fondation SOS Talents donne un concert en hommage à Nicole Dassault à l'Hôtel Marcel Dassault Paris,.